# NGC 3725
NGC 3725 is een balkspiraalstelsel in het sterrenbeeld Grote Beer. Het hemelobject werd op 19 maart 1790 ontdekt door de Duits-Britse astronoom William Herschel.

## Synoniemen
- UGC 6542
- IRAS11308+6209
- MCG 10-17-15
- ZWG 291.78
- MK 179
- ZWG 292.5
- PGC 35698